# Mark Webber
Mark Alan Webber (27 d'agost de 1976, Queanbeyan, Nova Gal·les del Sud) és un pilot de Fórmula 1 australià, que fins a l'any 2013 va competir amb l'equip Red Bull Racing. L'any 2014 va deixar la Fórmula 1 per competir en el Campionat Mundial de Resistència com a pilot oficial de l'equip Porsche. És fill d'Alan Webber, el comerciant local de motocicletes. Fou el primer australià a córrer a la Fórmula 1 des de la darrera cursa de David Brabham el 1994.

## Trajectòria a la Fórmula 1

### Equip Minardi
En el seu debut al Gran Premi d'Austràlia de 2002, disputat a Melbourne, Webber va finalitzar en cinquè lloc, donant-li al seu equip els seus primers punts des de 1999. També es va convertir en el quart australià en anotar punts en una carrera de Fórmula 1.
La temporada 2002 va resultar ser una temporada de transició, en la qual l'australià va ser un dels quatre millors debutants a la categoria, tot i la manca de potència del seu monoplaça.

### Equip Jaguar
A la temporada 2003, Mark va formar part de la renovada escuderia Jaguar Racing, motoritzada per Cosworth. El seu resultat en la seva primera temporada amb l'equip va ser notable, anotant 17 dels 18 punts que l'escuderia obtindria aquell any, i classificant-se en desena posició al mundial. 	
En la temporada 2004 l'australià va tenir un bon començament de temporada, començant des del 6è i 2n lloc de la graella en les dues primeres carreres, encara que no en va poder finalitzar cap de les dues. Els problemes financers del seu equip van fer que s'obtinguessin pobres resultats, i va fitxar per l'escuderia Williams-BMW per disputar la següent temporada al costat de l'alemany Nick Heidfeld.

### Equip Williams
Després d'un notable inici en la temporada 2005, amb dos cinquens llocs i un podi com a millor resultat, els resultats van anar a pitjor, i en finalitzar les 19 carreres, l'australià havia completat una altra decebedora temporada. Havia mostrat un nivell molt alt en les sessions de qualificació, però deixava escapar les seves opcions i també els punts en les carreres. El seu company Nick Heidfeld es va mostrar una mica més consistent. A final de temporada, BMW deixaria de proporcionar motors a l'escuderia i Nick Heidfeld abandonaria l'equip.
L'any 2006, es va incorporar un nou i jove company, Nico Rosberg, i Cosworth passaria a subminstrar els motors. Webber va disposar de diverses oportunitats de podi, al Gran Premi d'Austràlia (en el que liderava la carrera) i al Gran Premi de Mònaco, però la poca fiabilitat del Williams va provocar sengles abandonaments. Dos sisens llocs van ser els seus millors resultats. A mitja temporada, Webber anunciava el seu fitxatge per l'escuderia Red Bull Racing per al 2007. L'australià concloïa el Campionat en 14a posició.

### Equip Red Bull

#### Temporada 2007
Després de la seva última temporada a Williams, Webber es va unir a l'equip Red Bull Racing per al 2007, curiosament l'anomenada escuderia Jaguar després de la compra de la companyia de begudes energètiques (Red Bull), en què, gràcies als seus motors Renault i el disseny aerodinàmic del famós enginyer Adrian Newey, aspira a posicionar-se en llocs de podi.
En el Gran Premi d'Europa de 2007 aconsegueix el seu segon podi en finalitzar tercer després Felipe Massa i Fernando Alonso; aquest podi també és el segon de Red Bull Racing després del que va aconseguir David Coulthard a Mònaco. En el Gran Premi del Japó, a Fuji, una cursa accidentada amb una forta pluja, en la qual en l'inici de la carrera comunico al seu equip per ràdio que s'havia de retirar de la mateixa perquè es troba en mal estat, després d'una intoxicació alimentària, moments després comunic al seu equip que intentaria seguir en la carrera, en la que tot i el seu mal estar va arribar a rodar en segona posició per darrere de Lewis Hamilton i amb possibilitats d'aconseguir la victòria però una passada de frenada després del Safety Car que va fer Lewis Hamilton va tenir com a conseqüència un fort accident entre l'australià i Sebastian Vettel. Més tard la FIA va investigar el cas, però finalment Lewis es va quedar sense sanció malgrat les queixes de Webber i Vettel. Mark va afirmar que "Hamilton havia fet un treball de merda darrere del Safety Car", 1 i també va dir: "Durant la carrera em vaig veure amb opcions de puntuar, i per això no tenia gens de sentit involucrar-me en un incident. És dur de pair". Webber va finalitzar la temporada en 12 º lloc amb 10 punts.

#### Temporada 2008
En la temporada 2008, va començar amb uns resultats força bons, sobretot si es comparen amb els del seu company d'equip David Coulthard. Webber sumava 10 punts després de les primeres cinc carreres, igualant la puntuació que va obtenir el 2007. En el Gran Premi de Mònaco va acabar en una excel·lent quarta posició, arribant als 15 punts. La seva temporada va ser bona, amb una gran regularitat. És un pilot dels que no compten amb un dels monoplaces anomenats "grans" (Ferrari, McLaren i BMW) a la part alta de la taula, i va mantenir una lluita juntament amb l'italià Jarno Trulli i l'espanyol Fernando Alonso per la setena plaça en el mundial de pilots. En les últimes carreres, el Red Bull no és tan competitiu i Mark prou feines pot millorar les seves xifres, acabant 11è amb 21 punts.

#### Temporada 2009
El novembre de 2008, Webber va ser atropellat per un tot terreny mentre participava en un acte benèfic a Austràlia i es trencà una cama, fet que li va fer perdre part de la pretemporada.
La temporada 2009 va ser molt bona per en Mark, que amb un Red Bull Racing va demostrar ser un dels millors cotxes de la graella. Webber va sumar 35,5 punts en vuit carreres, amb quatre podis i la seva primera pole position, al GP d'Alemanya. Precisament en aquesta cursa va aconseguir la seva primera victòria en la Fórmula 1, després de recuperar-se després d'una penalització amb un "drive through" per tocar amb Rubens Barrichello a la sortida, però el impresionante ritme de Mark i l'estratègia de tres parades dels Brawn GP va fer que Mark recuperés la primera posició de la que partia.
La temporada 2009 va ser molt bona per a Mark, amb un Red Bull Racing que va demostrar ser un dels millors cotxes de la graella. Però va tenir un mal començament en no puntuar a Melbourne, la primera cursa de la temporada. Però a Sepang, acaba 6è i aconsegueix els seus primers punts. I a Xangai, finalitza 2n, ja que el seu company, Sebastian Vettel, va guanyar la carrera. Però a Sakhir, torna a acabar fora dels punts (va acabar 11è). A Espanya, acaba 3r i a Mònaco, acaba 5è. A Istanbul, i a Silverstone, en ambdues va acabar 2n. Però la sort li arriba a Nürburgring, en aconseguir la seva primera victòria a la Fórmula 1 i en la temporada. I a Hungaroring, acaba 3r. Però la mala sort se li vindria a les 2 curses següents, València i Spa, en ambdues va acabar 9è, fora dels punts, i allunyant-se dels pilots de Brawn. I a Monza, en la primera volta, es toca amb Robert Kubica i abandona, ja quedant sense possibilitats de lluitar el campionat amb Rubens Barrichello i Jenson Button. A Singapur, classifica 4t, però en carrera un problema amb els frens li fa perdre el control del monoplaça i abandona, quedant ja sense posilidades de ser campió. En Suzuka, classifica últim (19), ja que Timo Glock no va formar part de la carrera per un aparatós accident en una accidentada classificació. En la carrera, Webber no puja posicions, però malgrat la qual cosa va fer la volta ràpida amb 5 parades (va provar diferents ajustaments) encara que va acabar últim en la carrera (17 º). Al Brasil, Mark es classifica 2n, per darrere de Rubens Barrichello, però amb la primerenca parada de Barrichello, Webber va liderar la cursa des de la meitat fins al final, aconseguint el seu 2n triomf a la Fórmula 1 i en la temporada. A Abu Dhabi, Mark surt 3r, però en la carrera es toca amb Barrichello, tot i que no perd la posició, i més endavant amb l'abandonament de Hamilton, puja al 2n lloc. En les voltes finals, Webber aguanta la pressió de Jenson Button i acaba 2n, sumant 8 punts i quedant 4 º en la classificació final del campionat. La temporada 2009 va ser una de les millors per Webber, però es va veure superat pel seu company Sebastian Vettel (tot i que cal tenir en compte que Mark no estava completament recuperat d'una fractura en una de les seves cames, la qual cosa va haver d'afectar el seu rendiment).

#### Temporada 2010
El 2010, Webber va continuar la carrera amb Red Bull. Es va classificar per a la pole position en cinc ocasions (a Malàisia, Espanya, Mònaco Turquia i Bèlgica), va guanyar quatre carreres (Espanya, Mònaco, Gran Bretanya i Hongria), va acabar segon a Malàisia, Bèlgica, Japó i Brasil i tercer a Turquia i Singapur. Després del Gran Premi de Mònaco, Webber va liderar el campionat de pilots, el primer australià a fer-ho des d'Alan Jones el 1981. El juny de 2010, Red Bull Racing va anunciar que Webber havia signat una extensió d'un any del seu contracte, és a dir, que romandria amb l'equip a la temporada 2011.
En el Gran Premi d'Europa, Webber es va estavellar a la part posterior del Lotus de Heikki Kovalainen. Webber només va rebre ferides lleus, però es va retirar de la carrera.
Al final de la temporada, Webber va ser tercer en el campionat de pilots, per darrere de Vettel i Alonso.

#### Temporada 2011
El 2011 Premi de la Gran Bretanya, Webber va ser guardonat amb el Trofeu Memorial Hawthorn el 2010.

#### Temporada 2013
El juny de 2013 Mark Webber va anunciar la seva retirada de la Fórmula 1 al final de la temporada 2013, després de set anys a l'escuderia Red Bull Racing i 12 a la Fórmula 1. A partir de 2014 competirà amb Porsche a les 24 hores de Le Mans i al Campionat del Món de Resistència.